# アザレア
アザレア（Azalea、Rhododendron simsii cv ）は、ツツジ科ツツジ属に分類されるツツジ。別名を「アゼリア」、「西洋ツツジ」、「オランダツツジ」などと言う。

## 概要
もともと台湾のタイワンツツジをベルギーのプラントハンターによってベルギーにもたらされた物を中心に、ケラマツツジ、サツキの園芸品種などと複雑に交雑させて園芸品種群として成立した。後に日本に輸入されたものが、通称：アザレアである。元来ツツジ類を海外では単に Azalea と呼ぶため、本項の植物群の物は、ベルギー・アザレア (Belgian Hybrid Azalea)と呼ぶのがより正確である。
常緑性の低木で、葉は厚みを持ち、毛がある。形は倒披針形で両端が尖る(先端ははっきりとは尖らない)。花は5弁の合弁花で、花色はピンク・赤などさまざまで八重咲きも多い。開花は春（4～5月頃）。11月頃から2月頃と、冬に咲くこともある。南方系のツツジ類を親に持つ為、寒さに弱い(半耐寒性)。ただし無霜地帯では屋外で越冬する。挿し木で殖やすことが容易。
蜜をも含む植物体全体に、他のツツジ科植物と同様グラヤノトキシンとロードヤポニンを含み有毒。中毒症状は嘔吐・痙攣などだが、重症では昏睡に至る事もある。

### 色
アザレアという色もある。これはツツジの花のような鮮やかな赤紫色を指す。
| 色      | 名前           | 漢字・英語  | 同色・混同色 |
| ------- | -------------- | ----------- | ------------ |
| #CD4187 | アザレア       | azalea      | 躑躅色       |
| #FF3399 | アザレアピンク | azalea pink | 躑躅色       |

## 文化
日本での主な生産地は新潟県などで品種改良も盛ん。鉢植えとして冬頃に出回る。冷蔵処理をされているため、5月であるはずの本来の開花期とは違う時期に開花株が出回る。
ヨーロッパでは耐寒性が強く、ベルギーのゲントを中心に改良発達した「ゲントアザレア」と、温室栽培のアザレアが一般的。ゲントではアザレアが都市の花になっており、5年に1度開催される花の博覧会「ゲント・フロラリア」で展示される。
アメリカでは、ツツジとツバキの栽培がさかんで、全米のいたるところにアザレアガーデン、カメリアガーデンが作られている。その中でも、カルフォルニアのハンティントン・アート・ギャラリーの庭園は、代表格といえる。